# Hockeria eriensis
Hockeria eriensis är en stekelart som först beskrevs av Wallace 1942.  Hockeria eriensis ingår i släktet Hockeria och familjen bredlårsteklar. Inga underarter finns listade i Catalogue of Life.